# Bernhard Brehmer
Bernhard Brehmer (* 5. Mai 1971 in Stuttgart) ist ein deutscher Slawist.

## Leben
Bremer studierte von 1992 bis 1998 russische Philologie, lateinische Philologie und Geografie an der Universität Tübingen und legte 1998 das erste Staatsexamen für das Lehramt an Gymnasien ab. Nach der Promotion 2004 in ostslawischer Philologie bei Tilman Berger und Jochen Raecke war er von 2006 bis 2013 Juniorprofessor für Polnisch und Serbokroatisch an der Universität Hamburg. Von 2013 bis 2020 war er W2-Professor für slawische Sprachwissenschaft an der Universität Greifswald. Seit 2020 ist er W3-Professor für slawistische Sprachwissenschaft an der Universität Konstanz.
Seine Forschungsschwerpunkte sind individuelle und gesellschaftliche Mehrsprachigkeit, mehrsprachiger Spracherwerb, Sprachattrition, Herkunftssprachen, Sprachkontakt, slawische Minderheitensprachen, Variationslinguistik (sozio- und korpuslinguistisch), Schriftlinguistik und Anrede und Höflichkeit in den slawischen Sprachen.

## Schriften (Auswahl)
- als Hrsg.: Aspekte, Kategorien und Kontakte slavischer Sprachen. Festschrift für Volkmar Lehmann zum 65. Geburtstag. Kovač, Hamburg 2008, ISBN 978-3-8300-3615-9.

- Höflichkeit zwischen Konvention und Kreativität. Eine pragmalinguistische Analyse von Dankesformeln im Russischen. Zugl. Dissertation. Sagner, München 2009, ISBN 978-3-87690-919-6.
- als Hrsg. mit Biljana Golubović: Serbische und kroatische Schriftlinguistik. Geschichte, Perspektiven und aktuelle Probleme. Kovač, Hamburg 2010, ISBN 978-3-8300-4307-2.
- mit Angelika Redder, Julia Pauli, Roland Kießling et al.: Mehrsprachige Kommunikation in der Stadt. Das Beispiel Hamburg. Waxmann, Münster u. a. 2013, ISBN 978-3-8309-2965-9.
- mit Grit Mehlhorn: Herkunftssprachen. Narr Francke Attemptom Tübingen 2018, ISBN 978-3-8233-8166-2.